# Hamilton (Washington)
Hamilton je gradić u američkoj saveznoj državi Washington. Prema popisu stanovništva iz 2010. u njemu je živjelo 301 stanovnika.